# 벤쉬셀 FF
벤쉬셀 FF(덴마크어: Vendsyssel FF)는 예링을 연고로 하는 덴마크의 축구 클럽이다. 현재는 덴마크의 2부 축구 리그인 덴마크 퍼스트 디비전에 참가하고 있다.

## 선수 명단

### 현역
참고: FIFA 자격 규정에 따라 소속된 국가대표팀 국기를 표시합니다. 선수는 복수의 FIFA 비회원국 국적을 가지고 있을 수 있습니다.
| 번호 | 포지션 | 국적         | 이름             |
| ---- | ------ | ------------ | ---------------- |
| 7    | FW     |              | 루카스 옌센      |
| 8    | MF     |              | 아요 시몬 오코순 |
| 20   | MF     | 북마케도니아 | 이반 니콜로프    |

| 번호 | 포지션 | 국적 | 이름 |
| ---- | ------ | ---- | ---- |

### 역대
틀:벤쉬셀 FF 선수 명단